# بايمو
بايمو (Baymo) هي مستوطنة في محمية نهر تانا الوطنية الرئيسية في مقاطعة تانا في كينيا.[بحاجة لمصدر]